# Walter Chemnitz (Politiker, 1907)
Walter Chemnitz (* 4. September 1907; † 31. Januar 1957) war ein deutscher Politiker (KPD/SED) und Wirtschaftsfunktionär in der Sowjetischen Besatzungszone und der frühen DDR.

## Leben
Chemnitz war während der Weimarer Republik und der Zeit des Nationalsozialismus kaufmännischer Angestellter der Halleschen Röhrenwerke AG. Nach Kriegsende wurde er Direktor des nunmehr volkseigenen Unternehmens und leitete den Wiederaufbau des Betriebs. Von 1946 bis 1952 war er Präsident der Industrie- und Handelskammer Halle.
Politisch war er in der KPD und nach der Zwangsvereinigung von SPD und KPD zur SED in der SED aktiv. Er war Mitglied des 1946 gewählten Landtag von Sachsen-Anhalt.
Die Hintergründe seines Todes mit nur 49 Jahren sind unklar.